# Marguerittes
Marguerittes è un comune francese di 8 859 abitanti, situato nel dipartimento del Gard, nella regione dell'Occitania.

## Società

### Evoluzione demografica
Abitanti censiti